# Берёза кенайская

Берёза кенайская (лат. Betula kenaica) — вид растений рода Берёза (Betula) семейства Берёзовые (Betulaceae).

## Распространение и экология
В природе ареал вида охватывает Аляску и прилегающие к ней северо-западные районы Канады, вдоль Тихоокеанского побережья
Произрастает вместе с елью ситхинской (Picea sitchensis) или в чистых насаждениях до высоты 500 м над уровнем моря.

## Ботаническое описание
Дерево высотой до 13 м с тонкой, отслаивающейся, темно-коричневой корой. Молодые веточки красно-коричневые, блестящие.
Листья округло-яйцевидные, длиной около 6 см и почти такой же ширины, острые, с округлым основанием, остро-грубо-неправильно-пильчатые, сверху тускло-тёмно-зеленые, снизу бледнее, в молодости слегка волосистые, позже оголяющиеся, на черешках длиной 1,5—2,5 см.
Плодущие серёжки длиной около 2 см и диаметром 5 мм. Прицветные чешуйки длиной 3 мм, ресничатые, с закруглёнными лопастями, средняя немного длинней или равна боковым и несколько уже.
Крылья равны по ширине орешку.

## Таксономия
Вид Берёза кенайская входит в род Берёза (Betula) подсемейства Берёзовые (Betuloideae) семейства Берёзовые (Betulaceae) порядка Букоцветные (Fagales).
|  |                                      |  |                                                             |                                                             |                     |  | ещё 7 семейств (согласно Системе APG II) | ещё 7 семейств (согласно Системе APG II)                   |                                                            |  |  |  | ещё 1—2 рода        | ещё 1—2 рода         |  |  |
|  |                                      |  |                                                             |                                                             |                     |  | ещё 7 семейств (согласно Системе APG II) | ещё 7 семейств (согласно Системе APG II)                   |                                                            |  |  |  | ещё 1—2 рода        | ещё 1—2 рода         |  |  |
|  |                                      |  |                                                             | порядок Букоцветные                                         |                     |  |                                          |                                                            | подсемейство Берёзовые                                     |  |  |  |                     | вид Берёза кенайская |  |  |
|  |                                      |  |                                                             | порядок Букоцветные                                         |                     |  |                                          |                                                            | подсемейство Берёзовые                                     |  |  |  |                     | вид Берёза кенайская |  |  |
|  | отдел Цветковые, или Покрытосеменные |  |                                                             |                                                             | семейство Берёзовые |  |                                          |                                                            | род Берёза                                                 |  |  |  |                     |                      |  |  |
|  | отдел Цветковые, или Покрытосеменные |  |                                                             |                                                             |                     |  |                                          |                                                            |                                                            |  |  |  |                     |                      |  |  |
|  |                                      |  | ещё 44 порядка цветковых растений (согласно Системе APG II) | ещё 44 порядка цветковых растений (согласно Системе APG II) |                     |  |                                          | ещё одно подсемейство, Лещиновые (согласно Системе APG II) | ещё одно подсемейство, Лещиновые (согласно Системе APG II) |  |  |  | ещё более 110 видов |                      |  |  |
|  |                                      |  |                                                             | ещё 44 порядка цветковых растений (согласно Системе APG II) |                     |  |                                          |                                                            | ещё одно подсемейство, Лещиновые (согласно Системе APG II) |  |  |  |                     |                      |  |  |